# مل کانتس
مل کانتس (انگلیسی: Mel Counts؛ زاده ۱۶ اکتبر ۱۹۴۱) یک بازیکن بسکتبال اهل ایالات متحده آمریکا است.